# Château de Bot Spernen
Le château de Bot Spernen est situé à Séné en France.

## Localisation
Le château est situé sur le territoire de la commune de Séné, au lieu-dit le Passage, dans le département du Morbihan en région Bretagne.

## Description
Le château date du XIXe siècle, édifice à deux étages carrés, rez-de-chaussée, un étage carré, un étage de comble. Corps central et corps postérieurs à un étage, corps central à toiture toit à longs pans brisés, corps postérieurs à toit en croupes en partie couvert en zinc, corps latéraux antérieurs à deux étages carrés et toit en pavillon, écuries en moellons de granite, toit à pignon couvert, à noue. Escalier dans-œuvre : escalier tournant à retours avec jour, en charpente, suspendu.

## Historique
Le château est construit à la fin du XIXe siècle pour Mr de Castellane, mort en 1891.
Il est inscrit à l'inventaire général du patrimoine culturel en 1989.